# بامنیر
بامنیر، روستایی است از توابع بخش کاکی در شهرستان دشتی استان بوشهر ایران.
خانی یکی از روستاهای کنار بامنیر است، که اکنون کشاورزی در آن رایج است.
این روستا در مجاورت رود مند قرار دارد، و خیلی نزدیک به شهر جدید بادوله می باشد.
بقعه باب منیر در این روستا قرار دارد که نام این روستا نیز از این نام گرفته شده است.

## جمعیت
این روستا در دهستان چغاپور قرار داشته و بر اساس سرشماری سال ۱۳۸۵ جمعیت آن ۴۳۰نفر (۸۱ خانوار) بوده‌است.